# Republika Lakota
Republika Lakota (anglicky Republic of Lakotah) je separatistická iniciativa malé skupiny fundamentalistů kolem Russella Meanse. Ta vypověděla více než 150 let staré smlouvy s vládou USA a vyhlásila vlastní nezávislý stát na území amerických států Severní Dakota, Jižní Dakota, Nebraska, Wyoming a Montana. Iniciativu nepodpořili oficiální představitelé kmenových samospráv ani tradiční kmenoví vůdci Lakotů.

## Historie

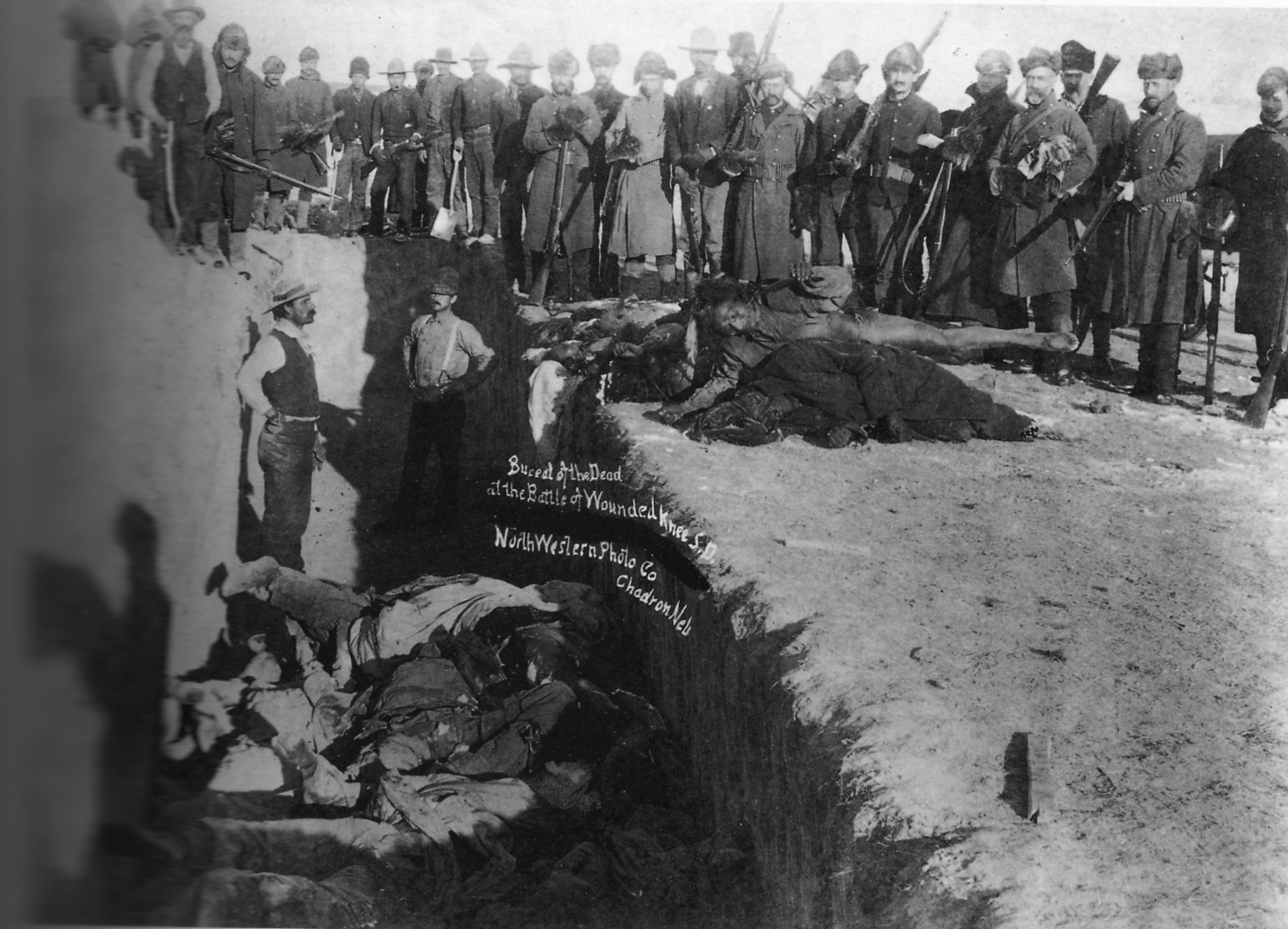
Masakr Indiánů u Wounded Knee

Postupný příchod Evropanů do Ameriky znamenal vytlačování Indiánů z jejich přirozených teritorií i jejich genocidu. Indiáni se bránili postupu bílých přistěhovalců bojem, ovšem technicky vyspělejším přistěhovalcům nemohli odolat. Proto se snažili svá teritoria částečně zachránit tím, že uzavírali s americkou vládou dohody, které však často nebyly dodržovány. Roku 1851 a 1868 uzavřeli Siouxové - Lakotové ve Fort Laramie mírové smlouvy, které jim zaručovaly rozsáhlá území. Smlouvy však nebyly dodržovány, přičemž objevení zlata na indiánském území v Černých horách vedlo k další válce, která vyvrcholila v roce 1876 bitvou u Little Bighornu, v níž Siouxové zvítězili. Po této bitvě došlo k trestým výpravám, během kterých byli poslední svobodně žijící Lakotové urputně pronásledováni, zabíjeni či zajímani a nakonec přinuceni odejít do rezervace. Potrestáni byli všichni Lakotové včetně těch, kteří zůstali v rezervaci a války se nezúčastnili. Kromě zabaveného majetku (zejm. koní a zbraní) a někdejší svobody pohybu přišli i o značnou část území zaručovaných smlouvami včetně jim posvátných Černých hor. Koncem 80. let 19. st. byli nátlakem přinuceni odprodat většinu zbylého území tzv. Velké siouxské rezervace, která tak byla rozdrobena na několik menších rezervací. V rámci převýchovného programu (praktikovaného ve všech indiánských rezervacích USA), který měl vést k začlenění Indiánů do většinové americké společnosti, byli nuceni vzdát se tradičního kočovného způsobu života, bydlet v domech namísto stanů a přejít od lovu k jiným způsobům obživy, zejm. zemědělství. Zároveň byly potlačovány prvky jejich národní identity, např. kulturní zvyklosti, náboženství či jazyk. Indiáni neměli žádná občanská práva, ta jim byla přiznána až roku 1924.
V roce 1973 Siouxové protestovali proti využívání nerostného bohatství v rezervaci Pine Ridge. Proti nim zasáhla americká armáda, přičemž mnoho příslušníků kmene bylo odsouzeno do žaláře, došlo též k záhadným zmizením a vraždám.
30. června 1980 přiznal Nejvyšší soud USA Siouxům právo na odškodné 17,5 milionu dolarů za území zabavené v roce 1877. Kromě toho mají nárok na úroky za 103 let a výsledná částka tedy činí 106 milionů dolarů. Siouxové však peníze nepřijali a trvají na tom, že Black Hills nikdy nebudou na prodej.

## Vyhlášení nezávislosti
První kroky k nezávislosti začali aktivisté z rodu Lakota podnikat již roku 1974. 19. prosince 2007 oznámila Svobodná lakotská delegace ve Washingtonu prohlášení, že ruší smlouvy uzavřené mezi Lakoty a federální vládou, které označili jako „slova na papíře“, a že vyhlašují, resp. obnovují na svém území samostatný stát. Vedoucím představitelem Lakotů byl Russell Means, který uvedl že vláda USA tyto smlouvy několikrát porušila, ukradla Indiánům jejich kulturu, zemi i způsob života. Na tiskové konferenci ve Washingtonu bylo dále uvedeno, že kojenecká úmrtnost Lakotů je pětkrát vyšší, než je průměr pro USA, 97 % obyvatel žije pod hranicí chudoby, je zde 85 % nezaměstnaných, průměrná délka života je pouze 44 let.

## Petice na uznání nezávislosti
V únoru 2008 vydali Lakotové oficiální petici, ve které žádají velvyslanectví Ruska, Srbska, Bolívie, Venezuely, Jihoafrické republiky, Irska, Francie, Nikaragui, Východního Timoru, Chile, Turecka, Indie, Finska, Islandu a Uruguay o uznání nezávislosti.